# Weston (Northamptonshire)
Weston is een plaats en civil parish in het bestuurlijke gebied South Northamptonshire, in het Engelse graafschap Northamptonshire.